# Kruszyna (przystanek kolejowy)
Kruszyna – przystanek kolejowy w Kruszynie, w gminie Jedlińsk, w powiecie radomskim, w województwie mazowieckim, w Polsce. Według klasyfikacji PKP ma kategorię dworca lokalnego.

## Ruch pasażerski[2]
| Rok  | Wymiana pasażerska na dobę |
| ---- | -------------------------- |
| 2017 | 300-499                    |
| 2018 | 300-499                    |
| 2019 | 500-699                    |
| 2020 | 300-499                    |
| 2021 | 300-499                    |
| 2022 | 500-699                    |
| 2023 | 500-699                    |

## Połączenia
- Warszawa
- Warka
- Radom